# Probopyrus floridensis
Probopyrus floridensis är en kräftdjursart som beskrevs av Richardson1904. Probopyrus floridensis ingår i släktet Probopyrus och familjen Bopyridae.
Artens utbredningsområde är Mexikanska golfen. Inga underarter finns listade i Catalogue of Life.